# 혼다 도모루
혼다 도모루(일본어: 本多 灯, ほんだ ともる, 2001년 12월 31일~)는 일본의 수영 선수이며, 주 종목은 접영 200m이다. 2020년 하계 올림픽에 참가하여 접영 200m 종목에서 은메달을 획득했다.

## 경력
2019년 세계 주니어 수영 선수권 대회 200m 접영에서 은메달을 획득했다.
2020년 일본 선수권에 참가하여 200m 접영에서 처음으로 우승을 했다. 이후 2021년 2020년 하계 올림픽 수영 선발전을 겸하는 일본 선수권에 참가하여 1:54.88로 우승하였다. 올림픽 출전 기준인 1:56.25보다 빨리 들어오면서 자동으로 출전권을 획득했다. 올림픽 준결승에서는 1:55.31을 기록하며 8등으로 준결승에 진출했다. 결승전에서는 초반 100m까지 4등이였지만 추격하여 1:53.73을 기록 은메달을 획득했으며 본인 최고 기록을 갱신했다.

## 출신 학교
- 니혼 대학[6]

## 개인 최고 기록
| 종목        | 기록    | 날짜          | 대회                               | 장소        | 기타 |
| ----------- | ------- | ------------- | ---------------------------------- | ----------- | ---- |
| 자유형 50m  | 25.68   | 2021. 06. 04  | 2021 일본 오픈                     | 일본        |      |
| 자유형 100m | 53.14   | 2021. 04. 06. | 2021 일본 오픈                     | 일본        |      |
| 자유형 200m | 1:48.04 | 2021. 06. 04. | 2021 일본 오픈                     | 일본        |      |
| 자유형 400m | 3.58.15 | 2017. 09. 16. | 2017 전국체육대회(일본)            | 일본 도쿄도 |      |
| 접영 50m    | 24.87   | 2021. 04. 08  | 일본 선수권 대회                   | 일본        |      |
| 접영 100m   | 52.18   | 2021. 06. 06  | 2021 일본 오픈                     | 일본        |      |
| 접영 200m   | 1:53.73 | 2021. 07. 28  | 2020년 하계 올림픽                 | 일본 도쿄도 |      |
| 혼영 200m   | 2:08.43 | 2018. 08. 26  | 2018년 범태평양 주니어 선수권 대회 | 피지 수바   |      |
| 혼영 400m   | 4:13.31 | 2020. 10. 04  | 일본 대학 선수권 대회              | 일본        |      |